# Dysstroma dimidiata
Dysstroma dimidiata là một loài bướm đêm trong họ Geometridae.